# Пухирник Брема
Пухи́рник Бре́ма (Utricularia bremii) — рідкісна багаторічна рослина родини пухирникових, один з небагатьох комахоїдних представників флори України. Релікт, занесений до Червоної книги України, також охороняється в багатьох європейських країнах.

## Опис
Трав'яниста рослина, що вільно плаває в середньому шарі води, плейстофіт. Корені відсутні. Зимуючі бруньки (туріони) кулясті або еліптичні. Пагони двох типів — довгі і короткі. Довжина перших сягає 5-20 см, вони зелені, розгалужені, добре улиснені, плаваючі. Другі сягають лише 1-6 см завдовжки, вони безбарвні, ниткоподібні, переважно нерозгалужені, розташовані біля дна водойми, безлисті, але несуть пухирці (1-8 штук). Листки завширшки до 2 см, завдовжки до 3 см кожен, вилчасто розділені на 10-25 лінійних долей, несуть до десятка еліптичних пухирців завдовжки 1-2 мм. Квітконіс піднесений над поверхнею води, безбарвний, завдовжки до 50 см, з 2-5 лускоподібними приквітками під суцвіттям.
Суцвіття — 2-14-квіткова китиця, піднесена над поверхнею води. Віночок оцвітини з двогубим відгином, 8-10 мм, лимонно-жовтий з червоними смужками. Верхня губа плоска, яйцеподібна, нижня — велика, округла, плоска, довжина обох губ сягає 8-9 мм. Шпорка коротка. Тичинок 2. Плід — куляста коробочка.

## Екологія
Пухирник Брема полюбляє мілкі, стоячі або слабопроточні водойми з прозорою, нейтральною або кислою водою і низьким вмістом поживних речовин. Оптимальний рівень pH для нього становить 7,4-8,7. Найчастіше цей вид можна зустріти у невеличких озерцях серед боліт, в горах він знайдений на висотах від 440 до 1555 м над рівнем моря. На відміну від інших представників роду ця рослина відносно добре переносить коливання рівня води від 5 до 40 см, а при тимчасовому пересиханні водойми може навіть утворити наземну форму. Часто входить до рослинних угруповань разом з пухирниками середнім і малим.
Нестачу поживних речовин в оліготрофних водоймах ця рослина компенсує полюванням на дрібних безхребетних тварин, які потрапляють до ловчих пухирців і перетравлюються там за допомогою ферментів.
Квітне у червні-серпні. Через доволі пізній строк цвітіння насіння часто не встигає дозріти, тому в природі стиглі плоди зустрічаються вкрай рідко. Головним способом розмноження для пухирника Брема залишається вегетативний (поділом туріонів).

## Поширення
Ареал пухирника Брема включає Атлантичну та Середню Європу. Північна межа розповсюдження проходить через Ірландію й Данію, південна — через південь Франції, північ Апеннінського півострова, Угорщину, на сході вид поширюється до Дністра.
Загалом флорі України ця рослина не притаманна. Єдина науково підтверджена знахідка була зроблена Антонієм Маргіттаєм в 1920 році на болоті Чорний Мочар між містами Берегове і Мукачеве. Наразі вид вважається зниклим на теренах України, але припускають, що він може зростати у Закарпатській області.

## Значення і статус виду
Пухирнику Брема властива вузька еколого-ценотична амплітуда, тому цей вид дуже вразливий до будь-яких змін середовища. Головну загрозу для нього становлять осушення та евтрофікація боліт, меліоративні роботи. Єдине місце зростання цього релікту в Україні було втрачене саме тому, що болото перетворили на сільськогосподарські угіддя. Окрім української Червоної книги вид занесений до Червоних списків Швейцарії, Німеччини, Польщі, Чехії, вважається уразливим в Угорщині, охороняється в Ельзасі (Франція).
Загалом стан популяцій по всій Європі вивчений недостатньо, через відсутність плодів у більшості досліджених рослин визначення виду утруднене. Деякі систематики вважають цей таксон синонімом або підвидом пухирника малого. Господарське значення цієї рослини не виявлене.

## Синоніми
- Utricularia minor subsp. bremii (Heer ex Kölliker) Franchet (1885)
- Utricularia minor var. bremii (Heer ex Kölliker) K. & F. Bertsch (1948)
- Utricularia pulchella C.B.Lehm (1843)